# The League of Gentlemen (Fernsehserie)
The League of Gentlemen ist eine britische Comedy-Fernsehserie, in der in kleinen Episoden Ereignisse im Leben der Bewohner des fiktiven britischen Städtchens Royston Vasey geschildert werden. Die Serie stammt aus der Feder der gleichnamigen Comedy-Gruppe, die 1995 von den Komikern Jeremy Dyson, Mark Gatiss, Steve Pemberton und Reece Shearsmith gegründet worden war. Herausragendes Merkmal der Serie ist, dass alle Hauptcharaktere von den drei Comedians Gatiss, Pemberton und Shearsmith selbst verkörpert werden (Jeremy Dyson dagegen agierte nur als Schreiber). Die Serie umfasst vier Staffeln mit jeweils sechs Folgen und ein Weihnachts-Special. Der Serie voraus ging eine Radio-Clip-Reihe im BBC Radio und nach Abschluss der Serie folgte 2005 noch der Spielfilm The League of Gentlemen’s Apocalypse. Zu Weihnachten 2017 entstanden drei neue Folgen als Fernsehspecial.

## Handlung
Die Bewohner der nordenglischen Ortschaft Royston Vasey sind gerne unter sich und mögen keine Fremden. Als allerdings eine Umgehungsstraße durch ihren Ort gebaut werden soll, befürchten sie eine Welle von Nicht-Ortsansässigen („not locals“) und bringen alles in Bewegung, um den Bau der Straße zu verhindern, allen voran die beiden Ladenbesitzer Tubbs und Edwards. Währenddessen verhindert Job-Beraterin Pauline, dass ihre Kursbesucher eine Chance auf dem Arbeitsmarkt haben, damit ihr eigener Job gesichert ist. Der lokale Tierarzt Dr. Chinery leidet psychisch unter dem Phänomen, dass jedes Tier, das er behandelt, schon bald einen schrecklichen Tod stirbt. Der junge Wanderer Benjamin Denton kommt bei seinem Onkel Harvey und seiner Tante Val unter, die ihn nicht mehr weglassen wollen. Und die drei Arbeitskollegen Geoff, Brian und Mike versuchen abends im Pub Gemeinsamkeiten in ihrem tristen Alltag zu finden.

## Die Figuren
Hier eine Übersicht der wichtigsten Figuren sortiert nach den Darstellern.

### Mark Gatiss
| Name                         | Rollenbeschreibung |
| ---------------------------- | --- |
| David Tattsyrup              | Der verschollene Sohn der Ladenbesitzer Edward und Tubbs, der nach seiner Rückkehr im Dachgeschoss gefangen gehalten wird und dadurch monströse Züge entwickelt.                |
| Val Denton                   | Führt zusammen mit ihrem Mann Harvey einen pedantischen Haushalt, in dem alles seine Ordnung hat. Mit ihm zusammen hat sie zwei Töchter (Zwillinge)                             |
| Mickey M. Michaels           | Der einfach gestrickte Arbeitslose ist der Liebling von Job-Vermittlerin Pauline („Mickey Luv“) und würde gerne Feuerwehrmann werden.                                           |
| Brian Morgan                 | Ein einfacher Mann, der mit seinen Kollegen Geoff und Mike in der Kunststoffformgebung arbeitet. Abends verbringen sie die Zeit meistens im Pub.                                |
| Hilary Briss                 | Der Metzger von Royston Vasey verkauft neben normaler Fleischware auch ein spezielles Fleisch-Produkt („Special Stuff“), das eine Seuche in dem Ort auslöst.                    |
| Tony                         | Ist der Freund der verstorbenen Tochter von Charlie und Stella Hull |
| Kunde                        | Ein Kunde im Charity Shop von Vinnie und Reenie |
| Sheila                       | Ehefrau von Peter Foot, der jedes Wochenende seine eigene Beerdigung probt. |
| Phil Proctor                 | Homosexuelles Mitglied der Wander-Theater-Gruppe Legz Akimbo |
| Dr Matthew Chinnery          | Alle Tiere, die der Tierarzt von Royston Vasey behandelt sterben einen furchtbaren Tod. Im Weihnachts-Special wird enthüllt, dass es sich um einen alten Familienfluch handelt. |
| Les McQueen                  | Der ehemalige Gitarrist der Glam-Rock-Band Creme Brulée arbeitet als Aushilfe im Krankenhaus, erinnert sich aber immer wehmütig an seine Zeit als Musiker.                      |
| Iris Krell                   | Putzfrau von Judee Levinson |
| Lance Longthorne             | Besitzer eines Scherzartikel-Ladens mit einem perversen Sinn für Humor. |
| Alvin Steele                 | Der Besitzer des Windemere Guest House leidet unter dem BDSM-Fetisch seiner Frau Sunny.                                                                                         |
| Mrs Beasley                  | Patientin von Dr. Ira Carlton |
| Owen Fallowfield             | Ein Bestatter, der seinen Job liebt, aber gefeuert wird, als dies herauskommt.                                                                                                  |
| Glen Baggs                   | Schuldeintreiber ohne Begabung oder Erfolg. |
| Al                           | Der Sohn des griechischen Vermieters Pop leidet unter seinem Vater. |
| Kenny Harris                 | Betreiber eines Hundekinos. |
| Professor Erno Breastpinch’d | Macht auf den Straßen von Royston Vasey eine Umfrage, ob Frauen es mögen, in die Brust gezwickt zu werden.                                                                      |
| Murray Mint                  | Die rechte Hand des Bürgermeisters Vaughn, wird gefeuert, als er die Theatergruppe Legz Akimbo engagiert.                                                                       |
| Mick McNamara                | Ein Touristenführer in den Stump Hole Höhlen, der sich für den Tod eines Jungen namens Jay verantwortlich fühlt.                                                                |
| Andrew Ward                  | Ein Banker, der eine Affäre mit der Ehefrau von Farmer Jed Tinsel hat und von dem dafür geknebelt und gefesselt als Vogelscheuche gehalten wird.                                |

### Steve Pemberton
| Name                     | Rollenbeschreibung |
| ------------------------ | --- |
| Tulip „Tubbs“ Tattsyrup  | Ehefrau von Eward Tattsyrup und Mitbetreiberin des kleinen Souvenir-Shops von Royston Vasey, in dem Fremde nicht willkommen sind.                                  |
| Harvey Denton            | Der pedantische Ordnungsfanatiker züchtet in seinem Keller Kröten. Zusammen mit seiner Frau Val hält er seinen Neffen Benjamin gefangen.                           |
| Pauline Campbell-Jones   | Eine Job-Vermittlerin, die alles daran setzt, dass ihre Kursteilnehmer keinen Job bekommen, damit sie nicht arbeitslos wird. Ihre Leidenschaft gilt ihren Stiften. |
| Mike Harris              | Arbeiter in der Kunststoffformgebungsfabrik, befreundet mit Geoff und Brian.                                                                                       |
| Magistrate Maurice Evans | Mitverschwörer von Metzger Hilary Briss und seinem illegalen Verkauf von „Special Stuff“.                                                                          |
| Charlie Hull             | Empfindet nur Hass für seine Ehefrau Stella. |
| Reenie Calver            | Eine ältere Dame, die einen Charity Shop betreibt. |
| Ernest Foot              | Der Witwer versucht immer politisch korrekt zu handeln. |
| Dave Parkes              | Mitglied der Theatergruppe Legz Akimbo, beneidet seinen Kollegen Phil und hasst Ollie.                                                                             |
| Herr Wolf Lipp           | Ein homosexueller Englischlehrer aus Duisburg, der mit seiner Klasse auf Klassenfahrt in England ist und sich in einen Schüler verliebt.                           |
| Barbara Dixon            | Transsexuelle Geschäftsführerin des Taxiunternehmens Bab’s Cabs, die sich auf ihre anstehende Geschlechtsumwandlung freut.                                         |
| Pop                      | Ein zwielichtiger Grieche, der Wohnungen vermietet. |
| Farmer Jed Tinsel        | Ein paranoider Bauer, der viele Tiere durch die Behandlung von Mr. Chinnery verloren hat                                                                           |
| Henry Portrait           | Ein Horrorfilm-Fan im Teenager-Alter |
| Dr Ira Carlton           | Ein unsympathischer Allgemeinmediziner, der seine Patienten zu Partyspielen in seinem Haus zwingt.                                                                 |
| Jed Hunter               | Regisseur eines Werbespots mit Pamela Doove. |
| Barry Baggs              | Schuldeneintreiber ohne Begabung. |
| Anne Hand                | Religiöse Fanatikerin, die mit Terry Lollard von Haustür zu Haustür zieht.                                                                                         |
| Oshi Kurosawa            | Arbeitet als Aushilfe im Hundekino von Kenny Harris. |

### Reece Shearsmith
| Name                       | Rollenbeschreibung |
| -------------------------- | --- |
| Edward Tattsyrup           | Gemeinsam mit seiner Frau Tubbs der Betreiber des lokalen Souvenirladens. |
| Benjamin Denton            | Ein Wanderer, der bei seiner Tante und seinem Onkel eine Übernachtungsmöglichkeit für eine Nacht sucht und daraufhin von den beiden, die sich immer einen Sohn wünschten, gefangen gehalten wird. |
| Ross Gaines                | Ein verdeckter Ermittler, der im Job-Center herausfinden soll, ob Berufsberaterin Pauline Campbell-Jones ihre Arbeit gut macht.                                                                   |
| Geoffrey „Geoff“ Tipps     | Der cholerische Arbeiter in der örtlichen Kunststoffformgebungsfabrik und Freund von Mike und Brian hält sich für einen begnadeten Komiker, ist aber alles andere als witzig.                     |
| Councillor Samuel Chignell | Mitverschwörer von Metzger Hilary Briss und seinem illegalen Verkauf von „Special Stuff“. |
| Stella Hull                | Hasst ihren Ehemann Charlie und gibt sich die Schuld am Tod der eigenen Tochter Julie. |
| Vinnie Wythenshaw          | Eine ältere Dame, die zusammen mit ihrer Freundin Reenie einen Charity-Shop betreibt. |
| Peter Foot                 | Probt jedes Wochenende seine Beerdigung. |
| Oliver „Ollie“ Plimsolls   | Mitglied der Theatergruppe Lekz Akimbo. Wird von seinen beiden Kollegen gehasst. |
| Rev. Bernice Woodall       | Der örtliche Pfarrer glaubt nicht an Gott und genießt es, Leute während der Beichte zu erniedrigen.                                                                                               |
| Papa Lazarou               | Der gruselige Circus-Betreiber Papa Lazarou entführt in Royston Vasey mehrere Frauen. |
| Judee Levinson             | Eine Hausfrau aus dem Mittelstand, die sich der Illusion eines Luxuslebens hingibt, u. a. indem sie ihre Putzfrau Iris erniedrigt.                                                                |
| Ally Welles                | Horrorfilm-Fan im Teenageralter, Kumpel von Henry Portrait. |
| Olive Kilshaw              | Arrogante Mitarbeiterin der Attachments Dating Agency, die ihre Kunden erniedrigt. |
| Pamela Doove               | Eine Möchtegern-Schauspielerin, die kein einziges Wort richtig aussprechen kann. |
| DJ Mike King               | Der Radiomoderator des Hausradios im lokalen Krankenhaus. |
| Mr Lisgoe                  | Der strenge Boss der beiden Schuldeneintreiber Glen und Barry |
| Richie                     | Sohn des Griechen Pop, betreibt ein Zeitungskiosk |
| Christopher Frost          | Ein Kaufhausdetektiv, der seinen Job etwas zu ernst nimmt und u. a. eine schwangere Frau beschuldigt, in ihrem Bauch ein Frühstücksset gestohlen zu haben                                         |
| Terry Lollard              | Eine religiöse Fanatikerin, die mit Anne Hand von Haustür zu Haustür zieht. |
| Shelley Shirley            | Assistentin im Hundekino von Kenny Harris. |
| Dean Tavalouris            | Unbegabter und erfolgloser Straßenmagier. |
| Judith Buckle              | Mitarbeiterin im Gartencenter verliebt sich in den Guest-House-Besitzer Alvin. |
| Cathy Carter-Smith         | Eine Berufsberaterin, die Pauline Konkurrenz macht. |
| Mr Ingleby                 | Ein kleiner Ladenbesitzer, der darauf besteht, sich nicht helfen zu lassen. |

## Besetzung und Synchronisation
Die deutsche Synchronisation entstand durch die Synchronfirma Splendid Synchron in Köln.
| Rolle               | Schauspieler       | Synchronsprecher            |
| ------------------- | ------------------ | --------------------------- |
| Diverse Rollen      | Reece Shearsmith   | Simon Jäger                 |
| Diverse Rollen      | Steve Pemberton    | Peer Augustinski            |
| Diverse Rollen      | Mark Gatiss        | Marcus Off                  |
| Dr. Mekos           | Alan Faulkner      | Jürg Löw                    |
| Gary                | Chris Freeney      | Norman Matt                 |
| Mayor Larry Vaughan | Roy „Chubby“ Brown | Hans-Gerd Kilbinger         |
| Pebble              | Gerald Staddon     | Renier Baaken               |
| Simba               | Rusty Goffe        | Reinhard Schulat-Rademacher |
| Tik-Tik             | Jon Key            | Frank Schaff                |
| Tony Cluedo         | Ted Robbins        | Heinz Baumeister            |

## Produktion
The League of Gentlemen begann ursprünglich als Bühnenshow 1994. Die Show wurde 1997 mit dem Perrier Comedy Award für Comedy auf dem Edinburgh Festival Fringe ausgezeichnet. Unter dem Titel On the Town with The League of Gentlemen wurde die Show im BBC-Radio fortgeführt. 1999 adaptierten die vier Comedians ihr Programm fürs Fernsehen und erhielt dafür u. a. den Royal Television Society Award und die Goldene Rose von Montreux. Der Titel der Fernsehserie (auf Deutsch „Der Bund von Ehrenmännern“) spielt also auf die ursprüngliche Komikertruppe an, und nicht auf Personen oder Ereignisse in Royston Vasey.
Der Handlungsort Royston Vasey ist nach dem Geburtsnamen des für seine Vulgarität bekannten britischen Komikers Roy Chubby Brown, der auch einen Gastauftritt als Bürgermeister hat. Die Dreharbeiten fanden vor allem in der britischen Stadt Hadfield (Derbyshire) statt, die seit Ausstrahlung einen deutlichen Anstieg der Besucherzahlen verzeichnet hat.

## Episodenliste

### Staffel 1
1. Welcome to Royston Vasey
2. The Road to Royston Vasey
3. Nightmare in Royston Vasey
4. The Beast of Royston Vasey
5. Love Comes to Royston Vasey
6. Escape from Royston Vasey

### Staffel 2
7. Destination: Royston Vasey
8. Lust for Royston Vasey
9. A Plague on Royston Vasey
10. Death in Royston Vasey
11. Anarchy in Royston Vasey
12. Royston Vasey and the Monster from Hell

### Staffel 3
13. The Lesbian and the Monkey
14. The One Armed Man Is King
15. Turn Again Geoff Tipps
16. The Medusa Touch
17. Beauty and the Beast
18. How the Elephant Got Its Trunk

### Staffel 4
19. Return to Royston Vasey
20. Save Royston Vasey
21. Royston Vasey Mon Amour

### Specials
1. Christmas Special